# (8373) Stephengould
(8373) Stephengould est un astéroïde de la ceinture principale extérieure découvert le 1er janvier 1992 par Carolyn S. Shoemaker et Eugene M. Shoemaker à Palomar, faisant partie du groupe de Griqua.
Il est nommé en l'honneur du paléontologue américain Stephen Jay Gould (1941-2002).